# 诺伊克
诺伊克（法語：Nohic，法語發音：[nɔ.ik]）是法国奥克西塔尼大区塔恩-加龙省的一个市镇，位于该省东南部，属于蒙托邦区。

## 地理
诺伊克（43°53'25"N, 1°26'17"E）面积12.61 平方千米，位于法国奧克西塔尼大區塔恩-加龙省，该省份为法国西南部内陆省份，北起顺时针与洛特省、阿韦龙省、塔恩省、上加龙省、热尔省和洛特-加龙省接壤。
与诺伊克接壤的市镇（或旧市镇、城区）包括：弗龙通、塔恩河畔维勒米尔、奥尔格伊、雷涅斯、维勒布吕米耶。

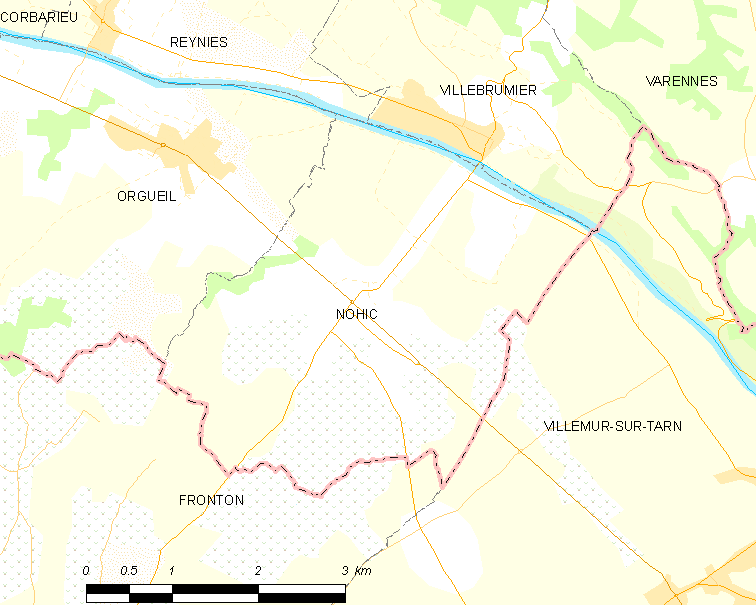
诺伊克的OSM定位图

诺伊克的时区为UTC+01:00、UTC+02:00（夏令时）。

## 图集

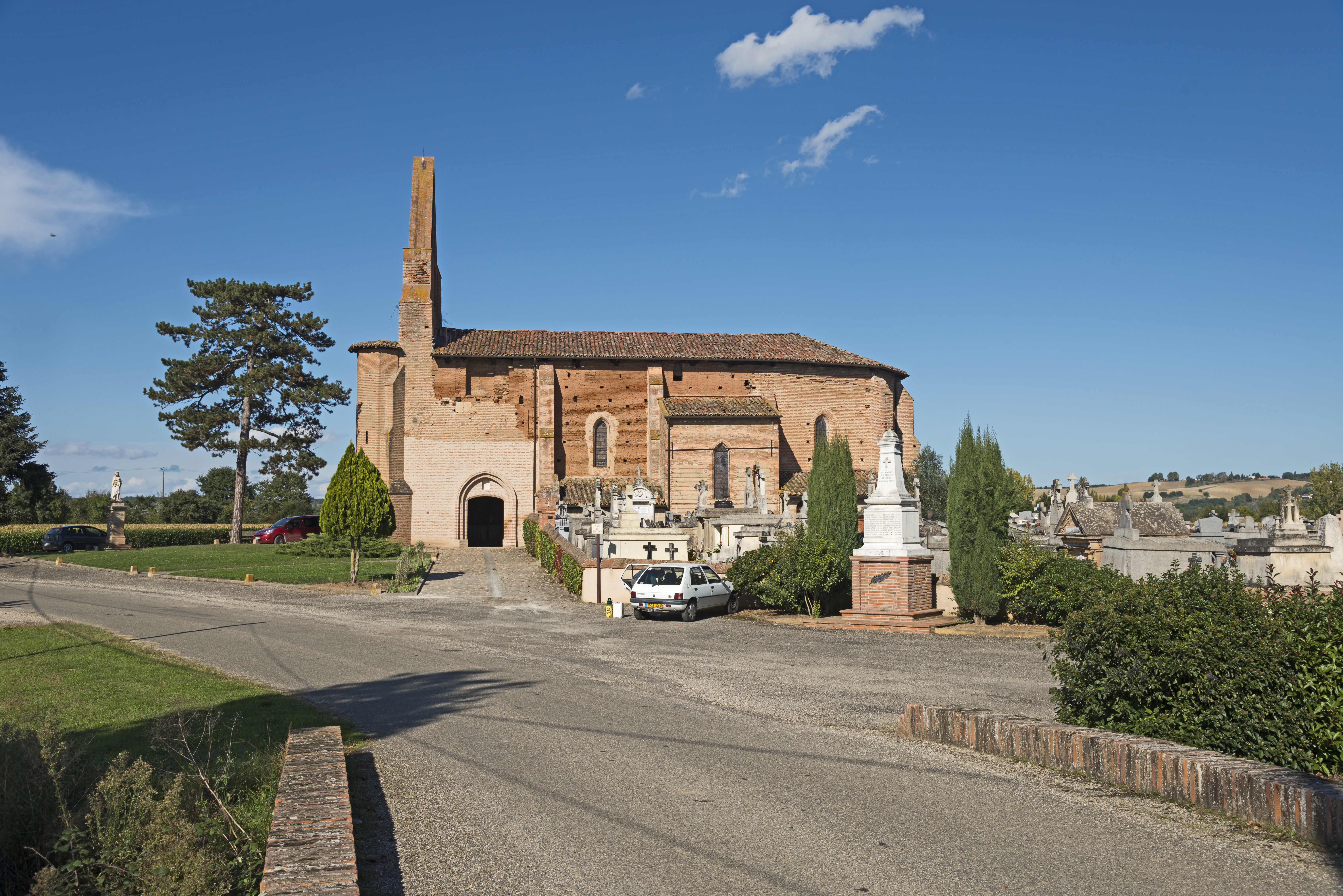
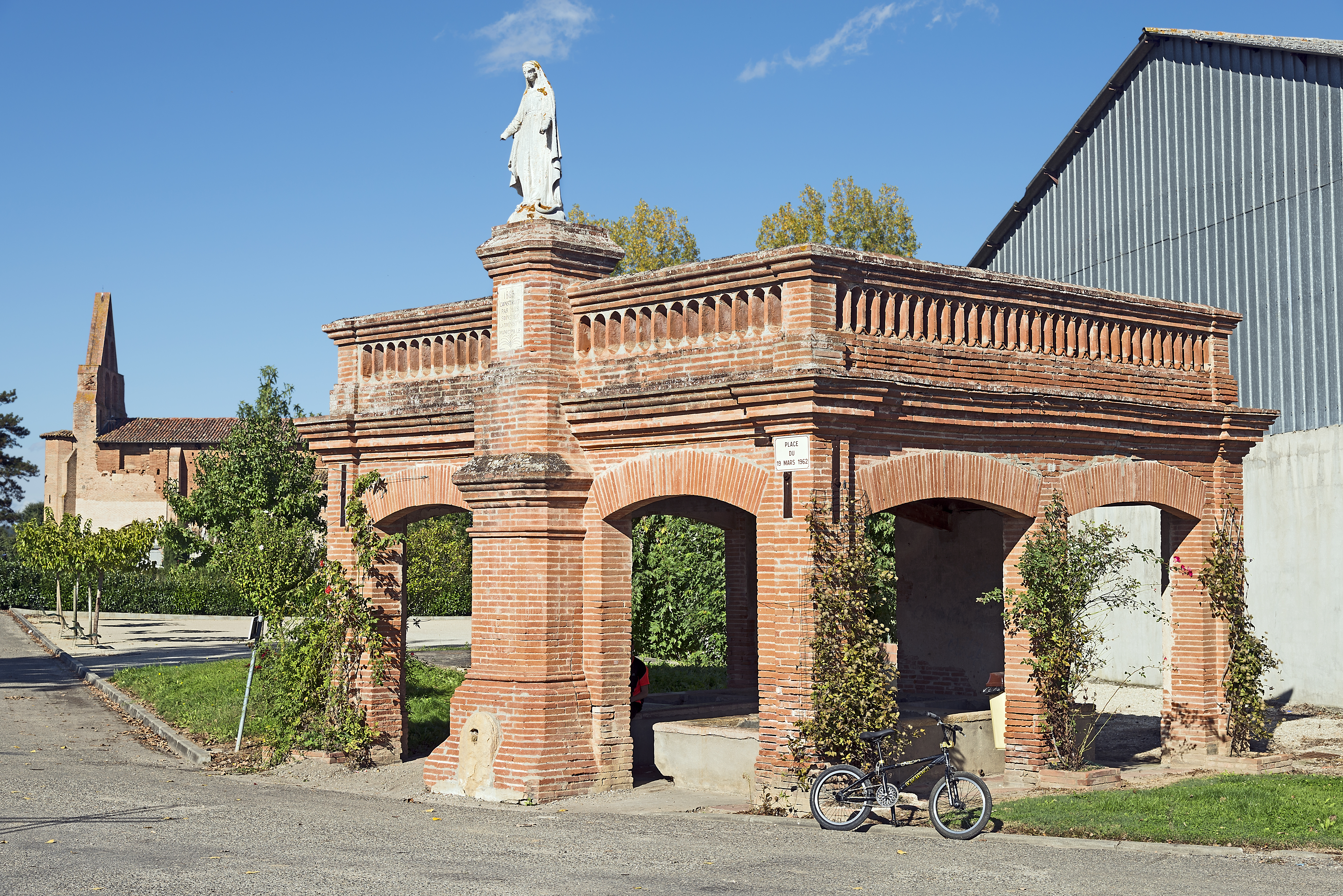
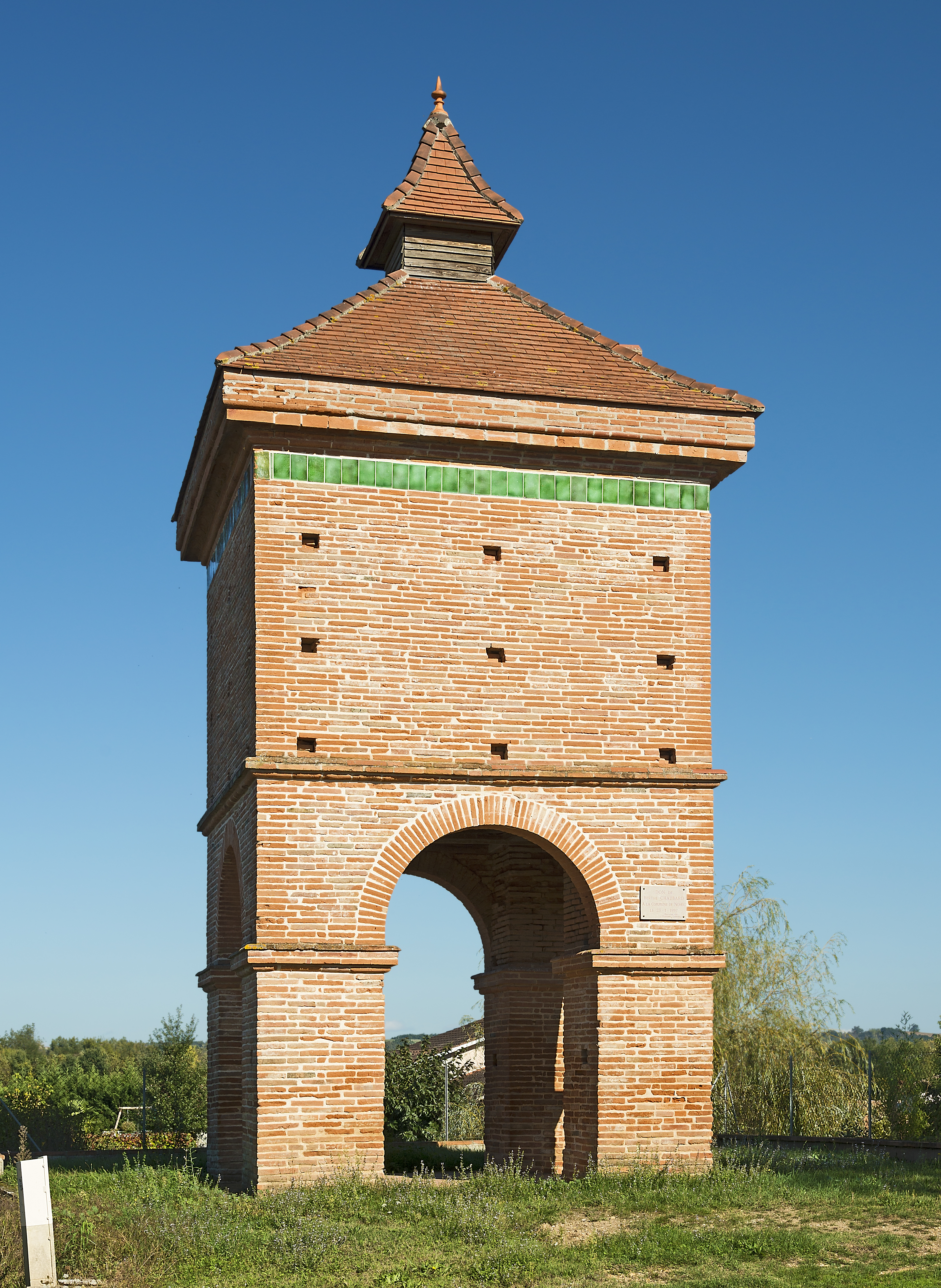

## 行政
诺伊克的邮政编码为82370，INSEE市镇编码为82135。

## 政治
诺伊克所属的省级选区为塔恩-泰斯库-绿色凯尔西县。

## 人口

1962-2008年间诺伊克人口变化图示

诺伊克于2022年1月1日时的人口数量为1384人。